# (157271) Gurtovenko
(157271) Gurtovenko est un astéroïde de la ceinture principale.

## Description
(157271) Gurtovenko est un astéroïde de la ceinture principale. Il fut découvert le 13 septembre 2004 à Androuchivka par G. Kovalchuk et V. Lokot. Il présente une orbite caractérisée par un demi-grand axe de 2,35 UA, une excentricité de 0,27 et une inclinaison de 9,4° par rapport à l'écliptique.

## Compléments